# 녜하이성

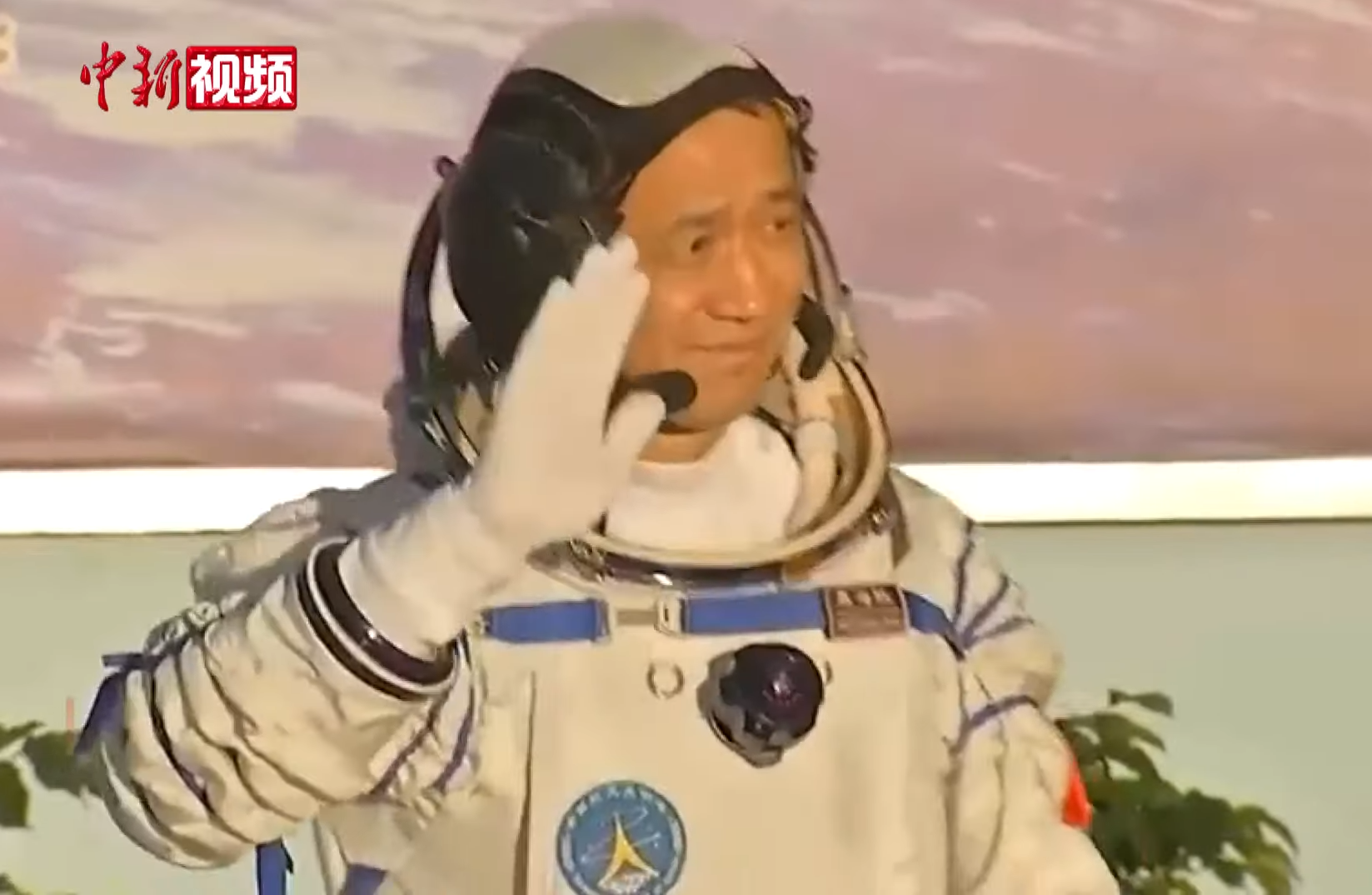

녜하이성(聂海胜, 1964년 10월 13일~)은 중국 인민해방군 전략지원부대(PLASSF)의 소장이자 비행사로 현역 복무하고 있으며 PLAAC의 세 번째 사령관이다. 중국 인민해방군 공군 전투기 조종사이자 항해 책임자였다.
녜하이성은 선저우 6호에 탑승하여 선저우 10호와 선저우 12호 임무의 사령관을 역임했으며, 선저우 12호는 톈궁 우주정거장을 방문한 최초의 승무원이 되었다. 2021년 우주에서 총 111일을 보낸 그는 중국 우주비행사의 우주 최장 체류 기록을 세웠으며 최초로 100일을 초과했으며 세 번 비행한 단 두 명의 중국 우주비행사 중 한 명이다.

## 같이 보기
- 중국의 우주 개발